# William Cecil Campbell
William Cecil Campbell (Ramelton, 28 giugno 1930) è un biochimico irlandese con cittadinanza statunitense, noto per il suo lavoro nella scoperta di una nuova terapia contro le infezioni causate da nematodi, per la quale è stato insignito congiuntamente del Premio Nobel 2015 per la fisiologia o la medicina.
Ha contribuito a scoprire una classe di farmaci chiamati ivermectine, i cui derivati hanno dimostrato di avere "straordinaria efficacia" nel trattamento della cecità fluviale e della filariosi linfatica, tra le altre malattie parassitarie che colpiscono animali e umani. Campbell ha lavorato al Merck Institute for Therapeutic Research dal 1957 al 1990 e poi ricercatore sino al 2010 presso la Drew University di Madison, New Jersey

## Biografia
È nato a Ramelton, nella contea di Donegal, nel nord dell'Irlanda nel 1930. terzo figlio di R.J. Campbell, un fornitore di aziende agricole. Ha frequentato il Campbell college di Belfast e si è laureato con lode in zoologia al Trinity College di Dublino nel 1952 a cui ha fatto seguito un dottorato di ricerca presso l'università del Wisconsin nel 1957 su un parassita che colpisce le pecore.
Dal 1957 al 1990 Campbell ha lavorato presso il Merck Institute for Therapeutic Research, e dal 1984 al 1990 è stato Senior Scientist e Director con Assay Research and Development. Divenne cittadino statunitense nel 1964.  Una delle sue scoperte mentre era alla Merck fu il fungicida tiabendazolo, usato per trattare la peronospora della patata, storicamente una piaga dell'Irlanda.  Il tiabendazolo è anche usato per trattare la trichinosi negli esseri umani.

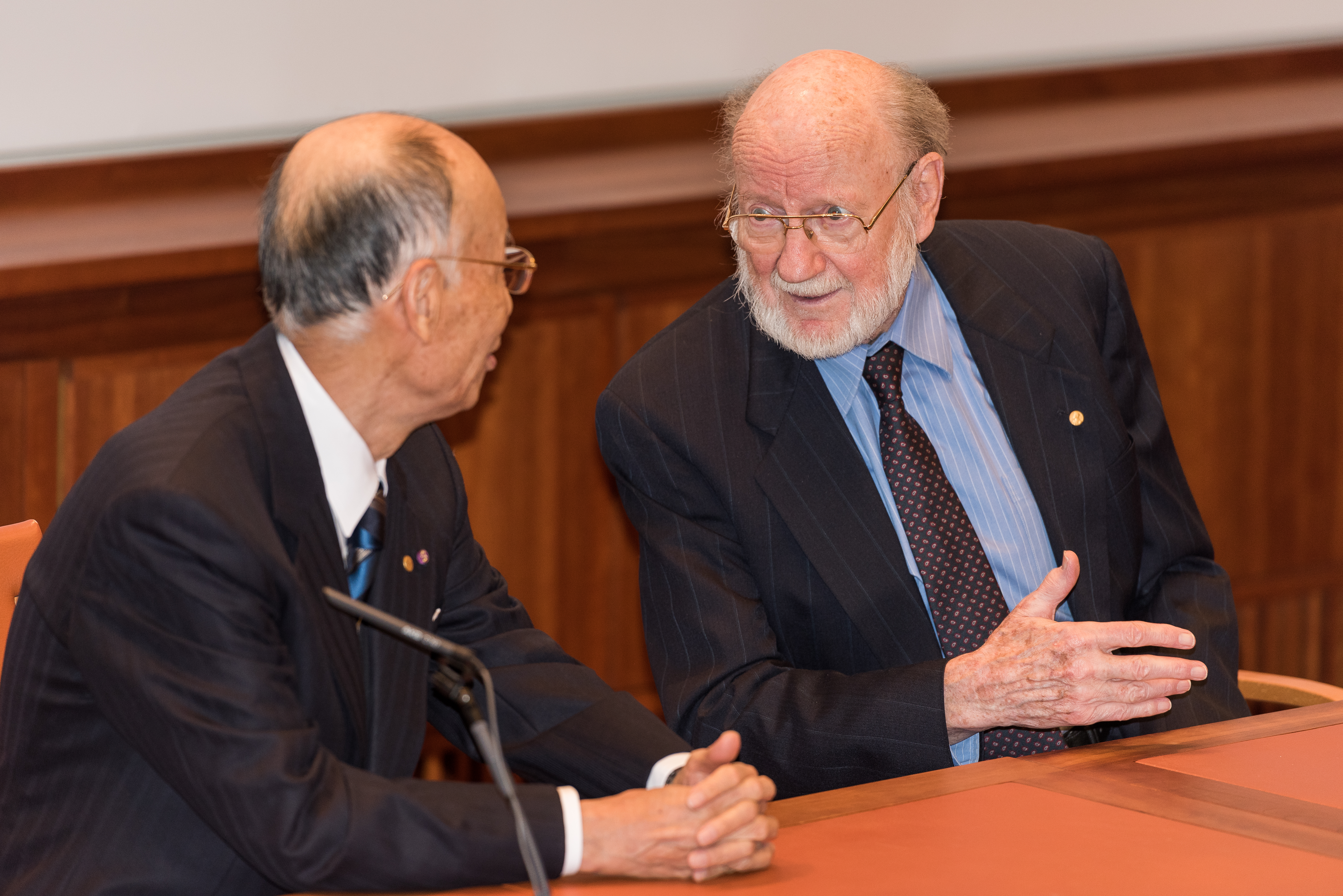
Satoshi Ōmura (sinistra) e William C. Campbell (destra) a Stoccolma, dicembre 2015

Campbell è meglio conosciuto per il suo lavoro sulle malattie parassitarie. Il microbiologo giapponese Satoshi Ōmura ha isolato e coltivato molte varietà di batteri naturali del suolo del gruppo Streptomyces. Campbell ha guidato un team alla Merck nello studio delle colture di Ōmura e nell'esame della loro efficacia nel trattamento dei parassiti negli animali domestici e da fattoria. Dal campione Streptomyces avermitilis, naturalmente prodotto nel suolo, ha derivato il lattone macrociclico. Dopo ulteriori modifiche, è stato chiamato ivermectin (generico) o Mectizan. Nel 1978, dopo aver identificato un trattamento efficace per un tipo di vermi che colpiscono i cavalli, Campbell si rese conto che trattamenti simili potevano essere utili contro tipi correlati di vermi che colpiscono l'uomo. Nel 1981, Merck ha condotto con successo studi terapeutici di Fase 1 in Senegal e Francia sulla cecità fluviale. Preso per via orale, il farmaco paralizza e sterilizza il verme parassita che causa la malattia. Merck ha continuato a studiare il trattamento dell'elefantiasi. La ricerca di Satoshi Ōmura, William Campbell e dei loro collaboratori ha creato una nuova classe di farmaci per il trattamento dei parassiti.
Nel 1987, Merck ha deciso di donare Mectizan ai paesi in via di sviluppo. Campbell è stato determinante in quella decisione. Con l'Organizzazione Mondiale della Sanità hanno creato un programma di donazione di farmaci "senza precedenti", con l'intenzione di eliminare la cecità fluviale.  Nel 2001 si stima che ogni anno venissero curate 25 milioni di persone, in un totale di 33 paesi dell'Africa sub-sahariana, dell'America Latina e del Medio Oriente. A partire dal 2013 , il Carter Center ha verificato in modo indipendente che la malattia era stata eradicata in Colombia, Ecuador e Messico.
Dal 1990 al 2010, quando è andato in pensione, Campbell è stato ricercatore presso la Drew University di Madison, NJ, dove ha supervisionato la ricerca universitaria e tenuto corsi di parassitologia. Ha scritto sulla storia della parassitologia nell'esplorazione antartica, incluso il lavoro del chirurgo Edward L. Atkinson nella sfortunata Terra Nova Expedition di Scott.
Nel 2002 è stato eletto membro della Accademia nazionale delle scienze.
Nel 2015 è stato insignito del Premio Nobel per la medicina assieme al giapponese Satoshi Ōmura "per le loro scoperte riguardanti una nuova terapia contro le infezioni causate da parassiti intestinali" e la cinese Tu Youyou premiata invece per le sue ricerche sulla malaria. È il primo irlandese a vincere questo premio.